# Alvin és a mókusok – A mókás menet
Az Alvin és a mókusok 4. – A mókás menet (eredeti cím: Alvin and the Chipmunks: The Road Chip) 2015-ben bemutatott egész estés amerikai vegyes technikájú film, amelyben valós és számítógéppel animált díszletek, élő és számítógéppel animált szereplők közösen szerepelnek. A forgatókönyvet Randi Mayem Singer és Adam Sztykiel írta, a filmet Walt Becker rendezte, a zenéjét Mark Mothersbaugh szerezte, a producere Janice Karman és Ross Bagdasarian volt. Az azonos című rajzfilmsorozat alapján készült 4. film.
Amerikában 2015. december 18-án, míg Magyarországon 2016. január 21-én mutatták be a mozikban.

## Szereplők
| Szereplő     | Eredeti hang              | Magyar hang        |
| ------------ | ------------------------- | ------------------ |
| Alvin        | Justin Long               | Dányi Krisztián    |
| Simon        | Matthew Gray Gubler       | Posta Victor       |
| Theodore     | Jesse McCartney           | Arany Tamás        |
| Eleanor      | Kaley Cuoco               | Vadász Bea         |
| Jeanette     | Anna Faris                | Ábel Anita         |
| Brittany     | Christina Applegate       | Haffner Anikó      |
| Dave         | Jason Lee                 | Lux Ádám           |
| Suggs ügynök | Tony Hale                 | Háda János         |
| Samantha     | Kimberly Williams-Paisley | Kisfalvi Krisztina |
| Miles        | Josh Green                | Czető Roland       |
| Ashley Grey  | Bella Thorne              | Kardos Eszter      |
| Barry        | Eddie Steeples            |                    |
| Ms. Price    | Jennifer Coolidge         | Farkasinszky Edit  |